# Ceraclea latahensis
Ceraclea latahensis är en nattsländeart som först beskrevs av Smith 1962.  Ceraclea latahensis ingår i släktet Ceraclea och familjen långhornssländor. Inga underarter finns listade i Catalogue of Life.